# 進歩のための同盟

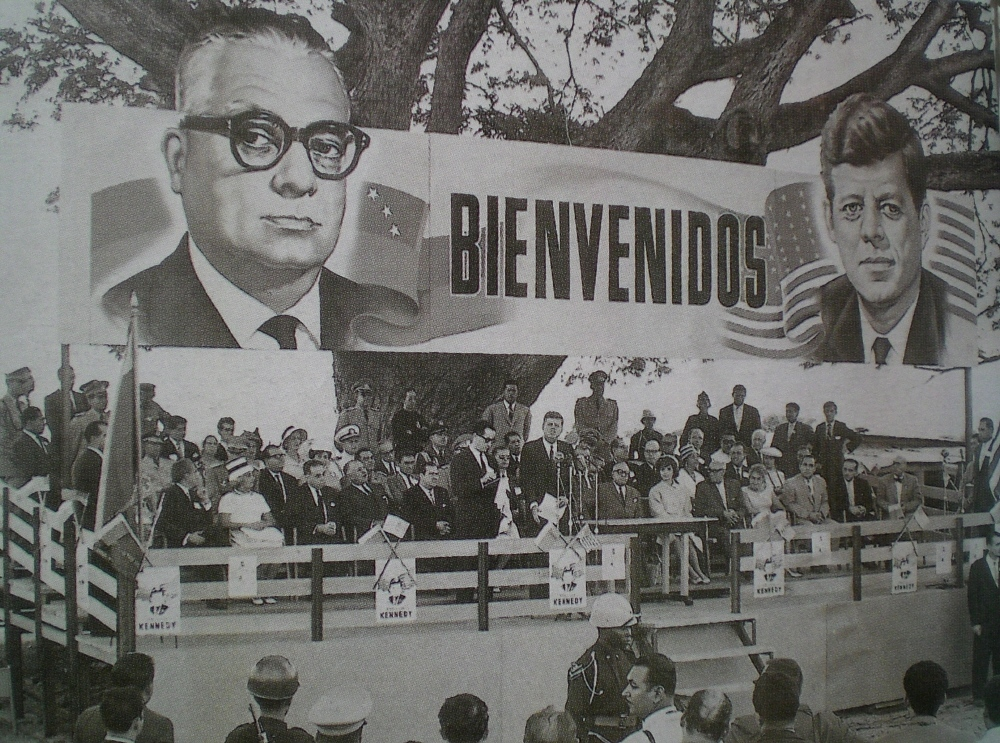
ロムロ・ベタンクールベネズエラ大統領とジョン・F・ケネディアメリカ合衆国大統領（1961年）

進歩のための同盟（しんぽのためのどうめい、Alliance for Progress、スペイン語:Alianza para el Progreso）は、アメリカ合衆国とラテンアメリカとの経済協力関係樹立とキューバ革命に端を発する域内の共産化の阻止を目的として、ジョン・F・ケネディアメリカ合衆国大統領が1961年に提唱、1973年に事実上破綻した同盟。プエルトリコ知事のルイス・ムニョス・マリンは、ラテンアメリカ問題についてケネディへ密に助言していたことから、同計画の調整役を命じられている。

## 起源と目的
合衆国政府はドワイト・アイゼンハワー大統領在任中の1950年代より、ラテンアメリカに対する経済的・軍事的支配を強化する政策を推進していた。1961年1月20日アイゼンハワーに代わって大統領に就任したケネディはアイゼンハワーの政策を継承し、同年春、ラテンアメリカに対する10カ年計画を次のような高尚な言葉を使って提案した。
| 「 | 我々はアメリカ州の革命を仕上げ、全ての人が最適な生活水準を望むことが出来、尊厳や自由のうちに生活を送れる半球を打ち立てることを提案する。この目的を果たすため、政治的自由は物質的繁栄を伴わなければならない。（中略）アメリカ大陸を革命思想やその取り組みに向けての大いなる苦闘や、自由な男女の創造的な力への貢献、自由と進歩とが手に手を取って歩むという例を、全世界に対して再度示そうではないか。武力や恐怖の帝国主義ではなくて、勇気や自由、人類の未来に対する希望を携えながら、各地の人々の闘争を導くまで、我々のアメリカ革命を再度鼓舞してゆこう | 」 |

計画は1961年8月、ウルグアイのプンタ・デル・エステで開かれた会合にて調印。宣言で掲げられた取り組みは以下の通りである。
- 資本当たりの収入を年率2.5%引き上げる
- 民主的政府の樹立
- 1970年までにどの成人も読み書きが出来るようにする
- 物価の安定に努め、インフレーションやデフレーションを回避する
- より公正な富の分配や土地改革
- 経済及び社会計画[4][5]

まずラテンアメリカ諸国が10年間で800億ドルの資本を投資することを求め、合衆国が200億ドルを提供、保証することに同意。その後ラテンアメリカ側は、参加国に国内の包括的な開発計画を作成することを求めた。これらの計画は、専門家による諮問委員会が提出することとなる。税制改革については「富裕層からより多く取る」よう変更された。

## 合衆国によるラテンアメリカへの支援
計画により、ラテンアメリカへの経済支援額が1960年会計年度と1961年会計年度の間に3倍近く増加。合衆国は1962年から1967年にかけて、ラテンアメリカに対し毎年14億ドルを提供することとなる。支援の総額自体は約223億ドルに上ったが、新たな投資を含めると、この間毎年33億ドルにまで跳ね上がった。
しかしながら、ラテンアメリカ諸国がいまだ合衆国や他の先進国へ借款を返済しなければならなかったため、支援が全て所得の移転や開発に充てられたわけではない。加えて利益がしばしば新たな投資を上回りながらも、投資からの利益は合衆国へ還流するのが常であった。
こうして1960年代末に入るとラテンアメリカへの経済支援が激減し、なかんずくリチャード・ニクソン政権期にその傾向が顕著となる。ウィリアム・T・デンザー米州機構合衆国大使は1969年3月、アメリカ合衆国下院外交委員会の席上、次のように述べている。
資本の流れやその経済効果の他、返済すべき借款が全て合衆国によるラテンアメリカへの支援に充てられるのを見ると、結局はラテンアメリカへ余り多くの資金が投入されなかったのが分かる。
当然のことながら、CIAを使った隠密の資金注入も行われた。左派政権の成立を阻止するために他国の選挙に干渉するための資金である。とりわけ1964年のチリ大統領選挙においては、社会党のサルバドル・アジェンデ候補の当選を阻止するため、企業に優しいエドゥアルド・フレイ候補の選挙資金の半分をケネディおよびジョンソン政権が拠出した。

## 企業によるロビー活動
同盟の憲章には、合衆国の政策担当者がラテンアメリカの政府に当該地域へ「海外投資を促す」ことを求める条項を含んでいた。そのため合衆国の産業界は連邦議会に1961年海外支援法の修正と、「合衆国が同国への製品輸出を支出の20%まで制限することを認めなければ」、合衆国の支援を同国の企業と競合しうるいかなる外国企業にも与えないことを確約させるよう、ロビー活動を行っている。
加えて産業界は連邦議会に対し、支援物資を全て合衆国で購入するよう圧力を掛けた。1967年の研究によると、支援物資に対する全支出のうち90%が合衆国の企業に支払われたという。

## 評価
イヴァン・イリイチは厳しく批判しており、「先進国や財団法人、宗教団体が資金提供や組織化を行った」と見ている。また、ジャーナリストのA・J・ラングースも多くのブラジルの民族派が、アメリカの企業が投資額よりも多くの金を国内から巻き上げているため、ブラジルによるアメリカへの支援に当たるとして軽蔑していると発言。
なお、ブラジルは同盟の期間中に対米赤字を記録していたが、赤字の規模は開発、軍事支援の前でさえ、アメリカがブラジルへ提供した補助金や貸付金をはるかに下回っている。そればかりか同盟の期間中、全体としては大幅な黒字を記録したという。
後にチリ大統領に就任することになるサルバドル・アジェンデは1967年、「進歩のための同盟」は米国支配の謀略に他ならないとして、次のように批判した。参加各国は借金が増えるばかりで、ラテンアメリカのいたるところに独裁者が現れている、その原因は「進歩のための同盟」にあると。

## 軍事独裁国家
ケネディ政権期の1961年から2003年にかけて、合衆国はアルゼンチン、キューバ、ドミニカ共和国、エクアドル、グアテマラ、ホンジュラス、ペルーなど、独裁制を敷いていた複数の国との経済、ないしは外交関係を凍結。しかしこの凍結は3週間から半年間と、ほんの一時的なものに留まっている。とりわけケネディによる対軍部支援は、当時勢力を増しつつあった左派を抑え込むために提供されたため、米国と繋がりの強い偏執狂的軍人が生まれ、ケネディ政権時代には6の民主主義政権が軍によって倒された。
進歩のための同盟は失敗であったとの認識から、ニクソン大統領は就任直後の1969年2月17日、ラテンアメリカの状況を研究するため委員会を設置。ニクソンは最も強力なライバルであるネルソン・ロックフェラーニューヨーク州知事を座長に任命することとなる。両者の確執はニクソンが研究結果に興味を持っていないということを示唆するものであり、事実1960年代末から1970年代初頭にかけては、当該地域に対する興味が乏しいものであった。
ロックフェラーとその助言者は1969年初、ラテンアメリカへ4度赴いている。滞在のほとんどは好ましからざるものであったようで、ロックフェラーは報告書の跋文において次のように述べている。
全般的に、生活水準のより急速な改善を達成し損ねたことに対する不満が根強い。進歩のための同盟は期待が高かっただけに、合衆国が非難を浴びている。当該諸国の人々は、我々の訪問を自国の政府が要望を満たせなかったことに対する不満を表明する機会と捉え、（中略）不満に対するデモンストレーションが合衆国の弱体化を模索する反米、反政府勢力により行われ、拡大の一途を辿っている。またその過程で自国の政府に対しても行われているのは言うまでも無い。
ロックフェラー報告の大部分は合衆国が関与しなくなったことに充てられており、「合衆国にいる我々は、他国の内政に影響を与えることは出来ない」としている。合衆国は他国の政治風土を変えなかった以上、政治的手段として経済支援を利用しようとする理由が無かったというのである。これはラテンアメリカへの経済支援を削減するための方便に他ならず、ロックフェラー報告は支援を幾許かでも続行するよう求めた一方で、より効果的な支援計画を策定することを薦めた。

## 計画の成功と失敗
1960年代のラテンアメリカにおける資本当たりの成長率は2.6%となり、進歩のための同盟の目標である2.5%を一応は上回った。1950年代における資本当たりの成長率が2.2%に留まったのとは対照的に、当該地域の資本当たりのGDP成長率が1960年代後半に2.9%近くとなり、1970年代には3.3%にまで加速。ブラジルやメキシコを含む9カ国全体では目標値を達成し、10カ国は目標値に届かず、ハイチのみが低成長を余儀無くされている。
成人の非識字率に関しては、完全に無くなってはいないものの減っている。一部の国では大学進学者数が2倍か3倍にさえなった。中等教育への機会も増加。就学年齢に達した児童の4人に1人に給食が支給されている。学校や教科書、住居を与えられた人は多い。
長期間にわたる改革の端緒を開いたのはこの時期のことであり、土地利用や分配における改善の他、税制、行政改革、米州機構に対して詳細な開発計画を提出したり、中央計画局の創設や住宅、教育の提供が大々的に行えるようになった。ただし、ラテンアメリカにおける1500万にも上る小作人世帯のうち、何らかの形で土地改革の恩恵を蒙ったのは100万世帯に過ぎない。
最低賃金法が制定されたものの、例えばニカラグアの労働者に対する最低賃金は受け取る賃金に対する効果がさして無い程、低く設定されていた。
1960年代のラテンアメリカにおいては、合法的に成立した13もの政府が軍事独裁政権に取って代わられてしまう。ピーター・スミスのような一部作家によると、これこそ進歩のための同盟の失敗であった。スミスは「進歩のための同盟の最も衝撃的な失敗は、政治分野で起こっている。1960年代は改良主義的な文民統制を促したり強化したりするのではなくて、多数の軍事クーデターを生み出している。（中略）独裁者は1968年までに複数の国を支配するに至った。」としている。

## 結果
経済成長自体は着実ではあるが限定的であったため、1970年代初頭までには失敗とされるのが一般的となる。失敗とされるのは、以下の3つの理由である。
- ラテンアメリカ諸国は必要とされる改革、なかんずく土地改革を全うしようとしなかった。
- ケネディ以後の大統領が計画を支援しなかった。
- 支援額が半球全体を賄う程十分では無かった。総額200億ドルをラテンアメリカ人1人当たりに換算すると10ドルに過ぎなかった[4]。

かくして米州機構は1973年に、計画を実行するべく立ち上げられた恒久的な委員会を解散するに至った。